# Barely Legal (série de televisão)
Barely Legal é uma série de televisão, do gênero comédia, ainda sem data de estréia, prevista para ser lançada pelo canal de televisão americano NBC.
A série será baseada na história real de uma jovem de 18 anos chamada Kathleen Holtz. Acredita-se que o papel da protagonista Kathleen será dado à atriz e cantora norte-americana Hilary Duff. A mídia afirma fervorosamente que o papel já pertence à Hilary. No entanto, a atriz disse que esse papel é "apenas uma opção", e que há outras três opções de protagonistas em outras três futuras séries da NBC.
Duff confirmou durante uma entrevista de rádio feita no dia 14 de janeiro de 2009 que esse programa é um possível projeto para ela. Hilary assinou um contrato com a NBC que dizia que ela ajudaria a criar e escolheria uma série que ela protagonizasse.
Há rumores de que a irmã de Hilary Duff, a também atriz Haylie Duff, tenha garantido um papel na série, como "a irmã mais velha que a visita de tempos em tempos".